# Sarmatium
Das Sarmatium (auch Sarmatische Stufe, Sarmatien oder kurz Sarmat genannt) ist eine regionale geologische Stufe des Miozäns (Neogen) im zentralen Paratethys-Bereich. Sie entspricht etwa dem oberen Teil der internationalen chronostratigraphischen Stufe des Serravallium, das heißt etwa dem Zeitraum von 12,7 bis 11,6 Millionen Jahren.
In der zentralen Paratethys – und bis heute im Untergrund vieler tertiärer Sedimentbecken wie dem Pannonischen und dem Wiener Becken – wird die regionale Stufe des Sarmatium von jenen des Badenium und des Karpat unterlagert und von der regionalen Stufe des Pannonium (Pannon) überlagert. Welche dieser Schichten am mächtigsten ist (im Grenzgebiet Österreich-Ungarn meist das Badenium), hängt von den damaligen Sedimentationsbedingungen ab.

## Namensgebung und Stratotyp
Die Stufe ist nach dem antiken Volksstamm der Sarmaten bzw. der römischen Bezeichnung Sarmatia für deren Lebensraum am Schwarzen Meer benannt. Das Stratotyp-Profil liegt bei Nexing, heute ein Ortsteil von Sulz im Weinviertel (Österreich). Die Stufe wurde von Eduard Suess 1866 erstmals publiziert. Anscheinend hatte Nikolai Barbot de Marny diesen Namen in einem Brief an Eduard Suess vorgeschlagen; der Brief selber ist nicht erhalten. In der Arbeit von 1866 vermerkte Eduard Suess deshalb ausdrücklich die Mitautorschaft von Barbot de Marny an dem Namen Sarmat(ium), sodass als Autoren des Namens Suess und Barbot de Marny gelten müssen. Der Stufenname fand und findet im Bereich der Paratethys fast allgemeine Verwendung.

## Definition
Die untere Grenze der regionalen Stufe des Sarmatium ist mit dem Einsetzen der regionalen Cibicides badenensis-Foraminiferen-Zone definiert. Die obere Grenze fällt mit der Serravallium-Tortonium-Grenze zusammen. Regional ist diese Grenze mit dem Einsetzen der Melanopsis impressa bonellii-Biozone definiert.